# Neofacydes sinensis
Neofacydes sinensis är en stekelart som först beskrevs av Heinrich 1960.  Neofacydes sinensis ingår i släktet Neofacydes och familjen brokparasitsteklar. Inga underarter finns listade i Catalogue of Life.